# Дрич, Константин Иванович
Константин Иванович Дрич (2 июня 1930 — 5 февраля 1996) — советский и украинский военный топограф, географ-картограф, кандидат географических наук, доцент Киевского национального университета имени Тараса Шевченко.

## Биография
Родился 2 июня 1930 года в Киеве. После окончания Киевского артиллерийского училища имени С. Кирова в 1952 году служил в Вооружённых силах СССР: командиром взвода, в 1952—1961 годах начальником разведки воинской части (Белая Церковь); в 1961—1966 годах начальником топографической службы воинской части (ГДР); в 1966—1968 годах начальником штаба, заместителем командира дивизиона (Фастов); в 1968—1970 годах преподавателем кафедры тактики военного училища в городе Сумы. Военную службу закончил в звании майора.
Окончил в 1970 году кафедру геодезии и картографии Киевского университета. В Киевском университете работал в 1970—1996 годах — старшим инженером, с 1975 года — преподавателем, с 1977 года — доцентом кафедры геодезии и картографии. Кандидатская диссертация «Совершенствование условных знаков растительности и грунтов топографических карт (исследование и эксперимент)» защищена в 1977 году. Преподавал топографические дисциплины. Одним из первых на кафедре внедрял методы автоматизации в учебном процессе. Разработал кибернетическое направление картосемиотики. Начал творческие отношения кафедры с Институтом картографии Дрезденского технического университета, вместе с которым в 1995 году организовал совместный картосемиотический семинар для студентов.
Награждён юбилейными медалями: «40 лет Вооружённых Сил СССР», «20 лет Победы в Великой Отечественной войне 1941—1945 гг.», «За безупречную службу» и другими.
Автор более 60 научных трудов.

## Труды
- Топография с основами геодезии. — К., 1986 (соавтор).
- Языковые проблемы компьютерной картографии. // Картосемиотика, 1991. № 2.
- Интеграционные процессы теоретических концепций в картографии. // Картосемиотика, 1994. № 5.